# Вок (князь)
Вок (? - 968) — князь білих хорватів, сорбів або моравів, відомий лише за короткою згадкою в хроніці Козьми Празького .

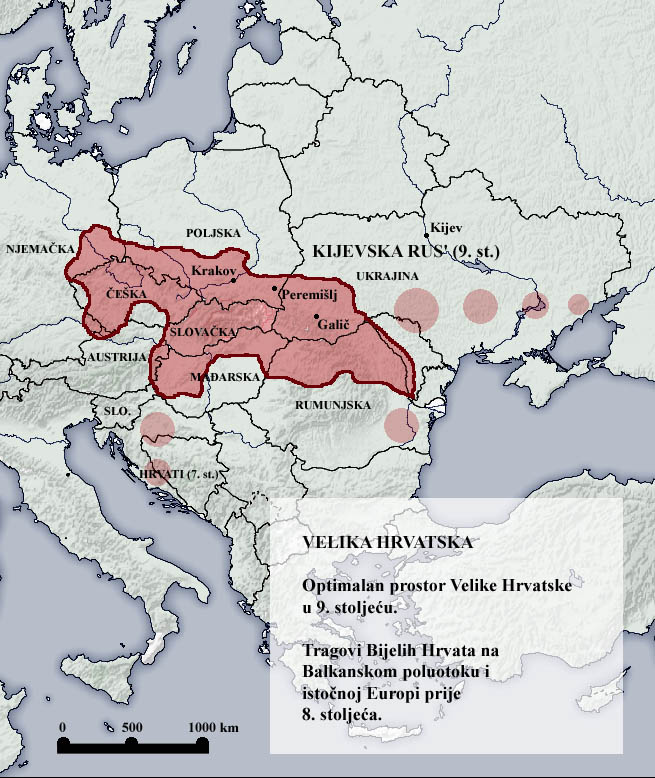
Мапа Великої Білої Хорватії, ІХ століття

Во(в)к або Вокан був князем білих хорватів, сорбів або моравів, що мешкали в середині Х століття на східних землях сучасної Чехії.
Зберігся лише короткий запис в хроніці Козьми Празького про те, що 968 року комес (князь) Вок помер. 
Вважається, що він був батьком князя Славника та засновником династії Славниковичів.  

Також вважається, що він був споріднений з князем Строймиром, Боривоєм, династіями Людольфінгів та Бабенбергів.
Чеський дослідник Д. Трештік припустив, що син Вока, Славник, мав одружитися з дочкою чи сестрою Радослава, князя Куримського, близько 950 року.
Він та його нащадки був самостійними правителями та контролювали власну велику територію від Моравій до Карпат, поки представники династії Пржемисловичів 28 вересня 995 року не вбили майже всіх представників династії Славниковичів та захопили землі білих хорватів.